# U.S. Route 61
La Ruta 61 (US Route 61 en  inglés)  es una Ruta Federal en los Estados Unidos. Recorre 2400 kilómetros desde Nueva Orleans, Luisiana a la ciudad de Wyoming, Minnesota.

## Recorrido
La carretera en general, sigue el curso del río Misisipi, y se le designa con el nombre de Great River Road durante gran parte de su recorrido. A partir de 2004, el término del norte de la carretera en Wyoming, Minnesota, estaba en una intersección con la interestatal 35. Antes de 1991 la carretera se extendía al norte de lo que hoy es la MN 61 a través Duluth en la frontera de Estados Unidos y Canadá, cerca de Grand Portage, Minnesota. Su término meridional en Nueva Orleans se encuentra en una intersección con la avenida de Tulane, en el sur de la calle Broad. 

## La Ruta del Blues
La carretera también es conocida como  "The Blues Highway" ("la Ruta del Blues"), por que las raíces del blues, el jazz, el soul y el rock se encuentran en el curso que sigue esta ruta desde Chicago hasta Nueva Orleans. Figuras de la música como Bob Dylan, Tina Turner, Memphis Minie, Muddy Waters. Prince, Leon Bismark Beiderbecke, Elvis Presley o Chuck Berry crecieron en los márgenes de esta autovía. 

El recorrido fue una importante vía de conexión norte-sur en los días previos al Sistema Interestatal de Autopistas. La carretera es usada en el título del álbum Highway 61 Revisited de Bob Dylan y en la canción del mismo nombre, que imagina todo tipo de eventos fantásticos (incluyendo la Tercera Guerra Mundial) que se producen junto con la carretera 61. Por su parte, Robert Johnson se ha referido al cruce entre la Autopista 61 y la 49 como el lugar en el que vendió su alma al diablo.
Martin Luther King, Jr. fue asesinado en la terraza de un motel de Memphis cercano a la Autopista 61.